# 劉慶 (作家)
劉慶（1968年—），吉林辉南人，中國當代作家。毕业于吉林财贸学院，現任瀋陽《華商晨報》執行社長、總編輯。
2018年7月，長篇小說《唇典》獲得第七屆紅樓夢獎首獎。

## 主要作品
- 《风过白榆》
- 《冰血》
- 《长势喜人》
- 《信使》
- 《唇典》